# Разбитые мечты
Разбитые мечты (оригинальное название фр. Les Amants de minuit — «Полуночные любовники») — чёрно-белый французский фильм режиссёра Роже Ришебе, выпущенный на экраны в 1953 году. Жанр — любовная  мелодрама. В главных ролях — Жан Маре и  Дани Робен.

## Сюжет
Однажды под Новый год в Париж приезжает некий молодой мужчина по имени Марсель. Он красив, обаятелен, и у него, судя по всему, водятся деньги. Гуляя по городу и раздумывая как поинтересней убить время в сочельник, он заходит в небольшой магазин одежды и аксессуаров. Одна из продавщиц в нём — очаровательная юная Франсуаза. Она бедна и одинока, живёт одна, даже новогодний праздник ей встретить не с кем. Марсель знакомится с Франсуазой и предлагает отправиться с ним на новогодний бал в один из самых дорогих ресторанов Парижа.
В сопровождении Марселя Франсуаза появляется в ресторане. На ней шикарное бальное платье, которое было её неосуществимой мечтой и куплено для неё щедрым незнакомцем. К своему ужасу, в ресторане она видит своих хозяев, владельцев магазина, где она работает — мужа и жену, развлекающихся в веселой компании. Хозяин замечает Франсуазу, он видит на девушке платье из своего магазина и, полагая, что оно украдено, тут же идет в магазин, чтобы проверить, оплачено ли оно. Деньги оказываются в кассе, хотя позже выяснится, что они фальшивые. Между тем Франсуаза продолжает развлекаться со своим спутником. Обаятельный Марсель стал для неё настоящим новогодним сюрпризом, живым волшебником из сказки. Постепенно она чувствует, что влюбляется в него. Однако и Марсель не остается равнодушен к Франсуазе. Когда вечер в ресторане заканчивается, он провожает её до самого дома, где и остается до утра.
Новогодняя ночь подходит к концу, утром Марсель должен лететь в очередную «командировку», у него уже есть билет на самолёт. На самом деле он просто вынужден скрываться, менять города, чтобы не оказаться раскрытым и схваченным полицией. Однако любовь к девушке берет верх, и он, рискуя своей безопасностью, открывает ей правду — о том, что он фальшивомонетчик и что только в этом источник его богатства…
Ранним утром Франсуаза торопится в магазин, чтобы успеть прийти туда первой. Она кладет на место платье, купленное на фальшивые деньги Марселем, и оставляет заявление об своем увольнении. Фальшивые купюры она спускает в водосток.
Когда она возвращается домой, Марселя в квартире уже нет. Она сжигает его фотографию, оставленную им на память, и на этом заканчивается её новогодняя греза, волшебная ночь, когда она, бедная Золушка, почувствовала себя — пусть на несколько недолгих часов — принцессой на королевском балу.

## В ролях
- Жан Маре — Марсель Дюлак
- Дани Робен — Франсуаза Летаньер
- Луи Сенье — мсье Поль, хозяин магазина
- Жизель Гранпре — мадам Поль, его жена
- Мишлен Гари  — Моник
- Фредрик Надар — Ирен
- Сильви Рамо   — жена адвоката
- Жак Эйзер — адвокат
- Николь Розан  — раздражительная клиентка
- Сесилия Берт   —  мадемуазель Торквато

## Критика
«Полуночные любовники» — очаровательная рождественская сказка с парой талантливых актёров — Жаном Марэ в роли обаятельного фальшивомонетчика и Дани Робен — очаровательной французской Одри Хепберн. Фильм ни минуты не вульгарен и не тяжеловесен, он вдохновлён «Золушкой», известной сказкой, с той лишь разницей, что здесь карета в полночь опять превращается в тыкву, — но теперь уже навсегда».